# Балог-над-Иплём (район Вельки Кртиш)
Балог-над-Иплём (словац. Balog nad Ipľom, венг. Ipolybalog) — деревня и община района Вельки—Кртиш Банскобистрицкого края Словакии.
Расположена на правом берегу реки Ипель, которая также образует здесь государственную границу с Венгрией. Находится в 16 км от венгерского города Балашшадьярмат, в 17 км от Шаги и в 30 км от административного центра Вельки Кртиш.
Кадастровая площадь — 8,351 км². Высота — 135 м.

## История
Впервые упоминается в документах короля Венгрии Андраша II в 1232 году как Болуг. 
До 1918 года входила в состав Венгерского королевства, затем перешла к Чехословакии , с 1938 по 1944 год снова Венгрии, сегодня в составе Словакии.

## Население
| Год:                | 1994 | 2004    | 2014    | 2024    |
| ------------------- | ---- | ------- | ------- | ------- |
| Количество человек: | 835  | 826     | 833     | 774     |
| Разница:            |      | −1,07 % | +0,84 % | −7,08 % |

Население по состоянию на 1 января 2021 года составляло 781 человек.

## Достопримечательности
- Римско-католическая Никольская церковь, первоначально построенная около 1100 года, в стиле барокко 18 века.
- Деревянная колокольня 18 века
- Часовня 18 века

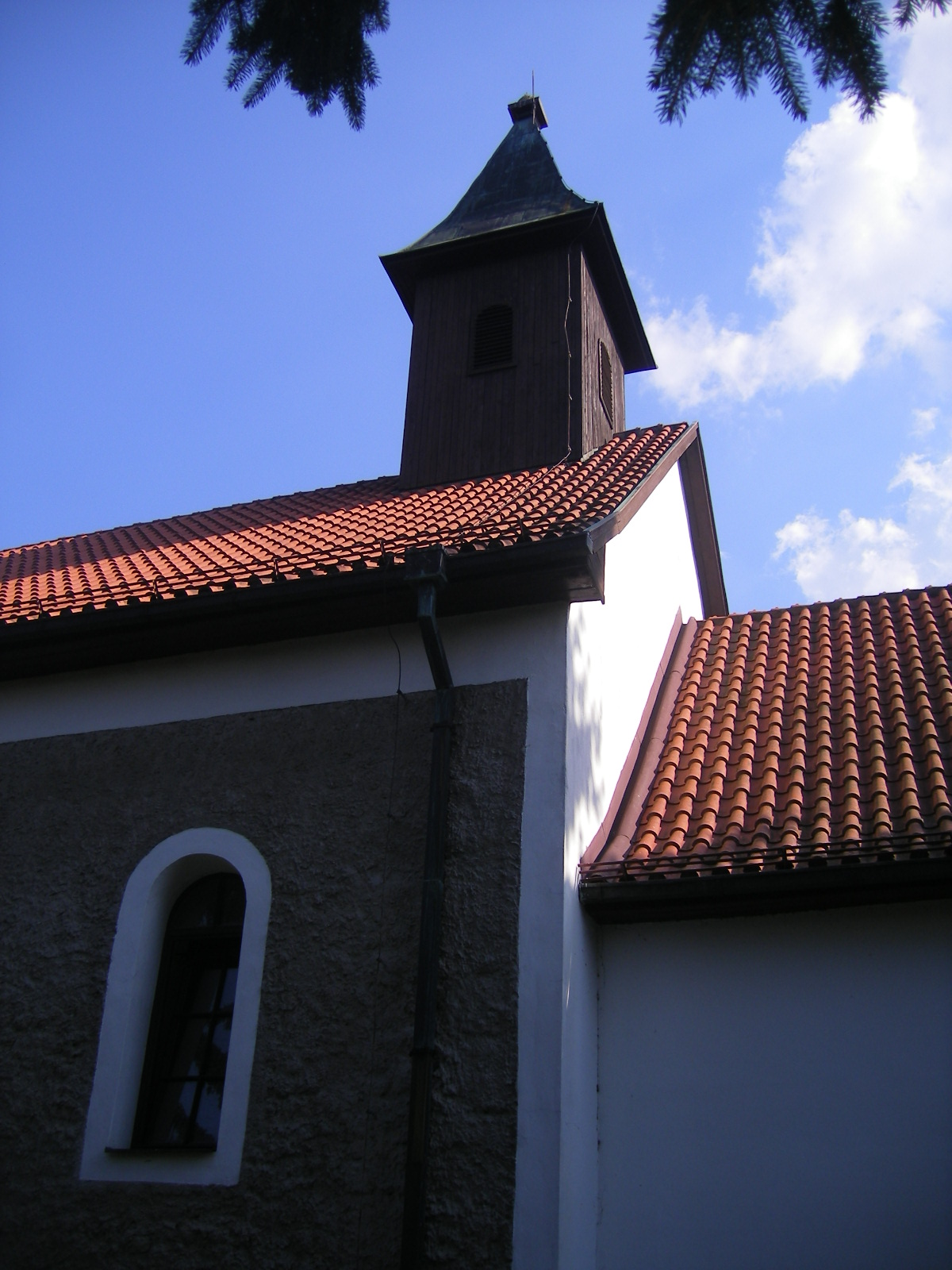
Римско-католическая Никольская церковь
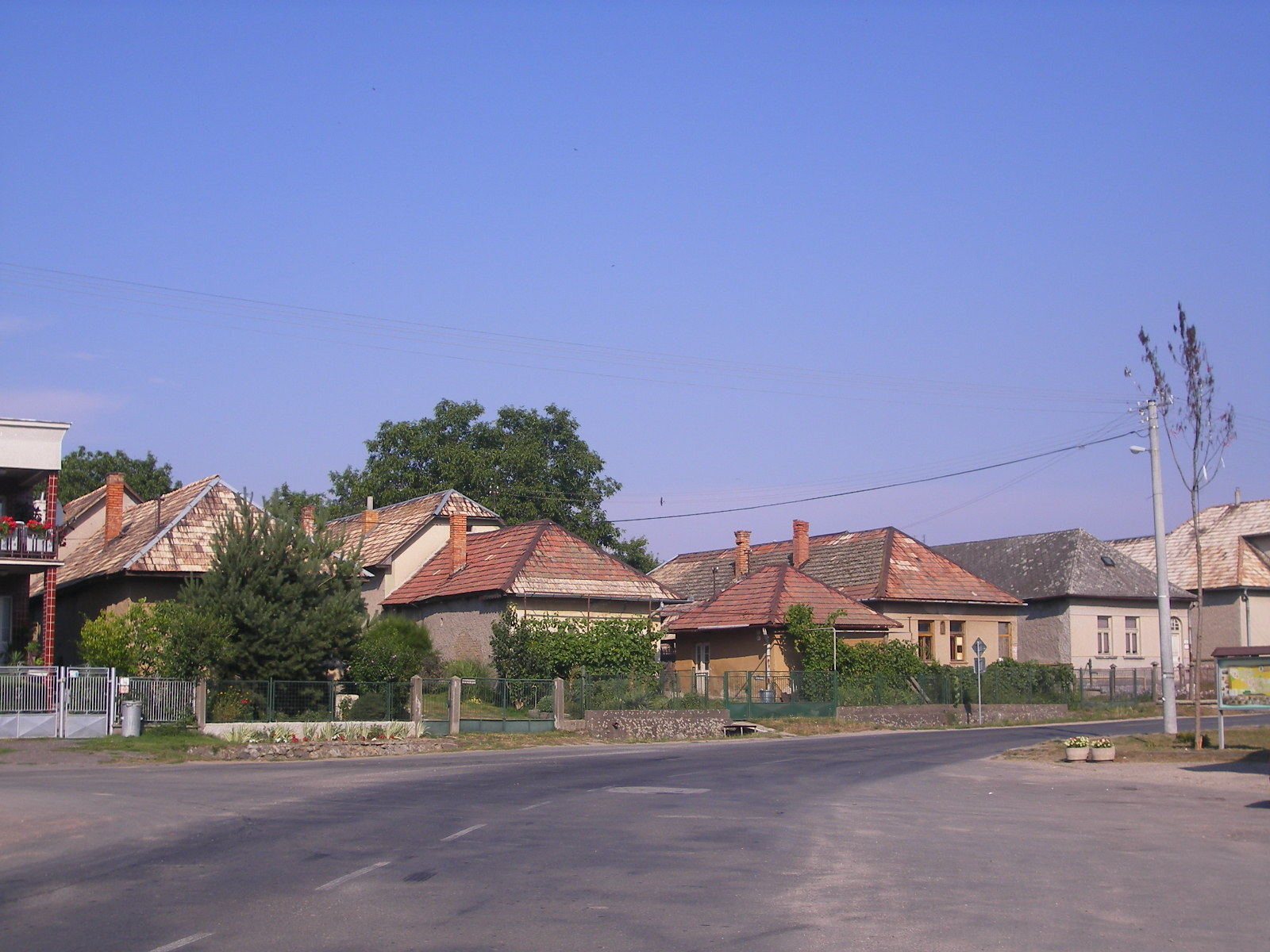
Вид деревни
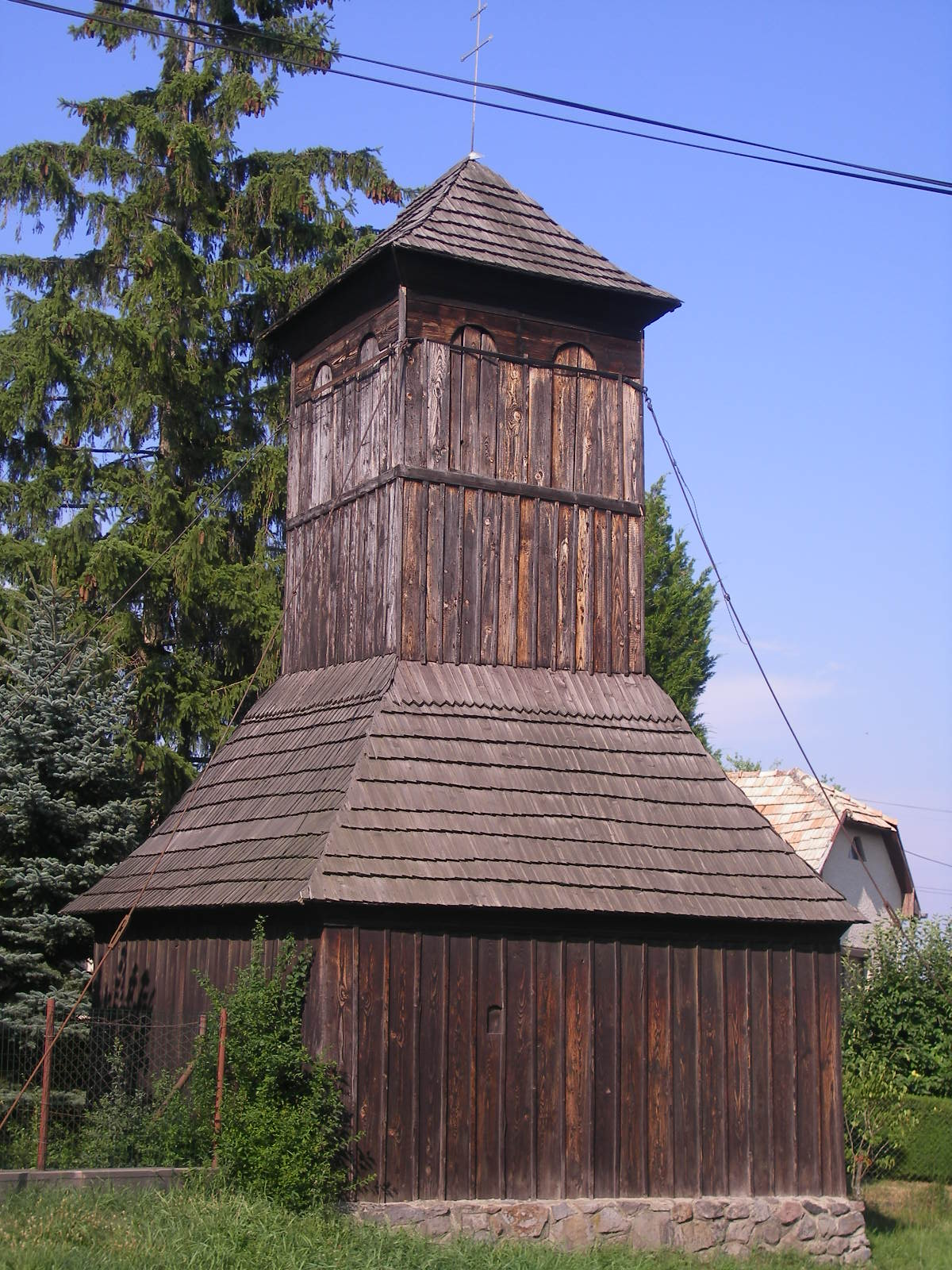
Деревянная колокольня 18 века
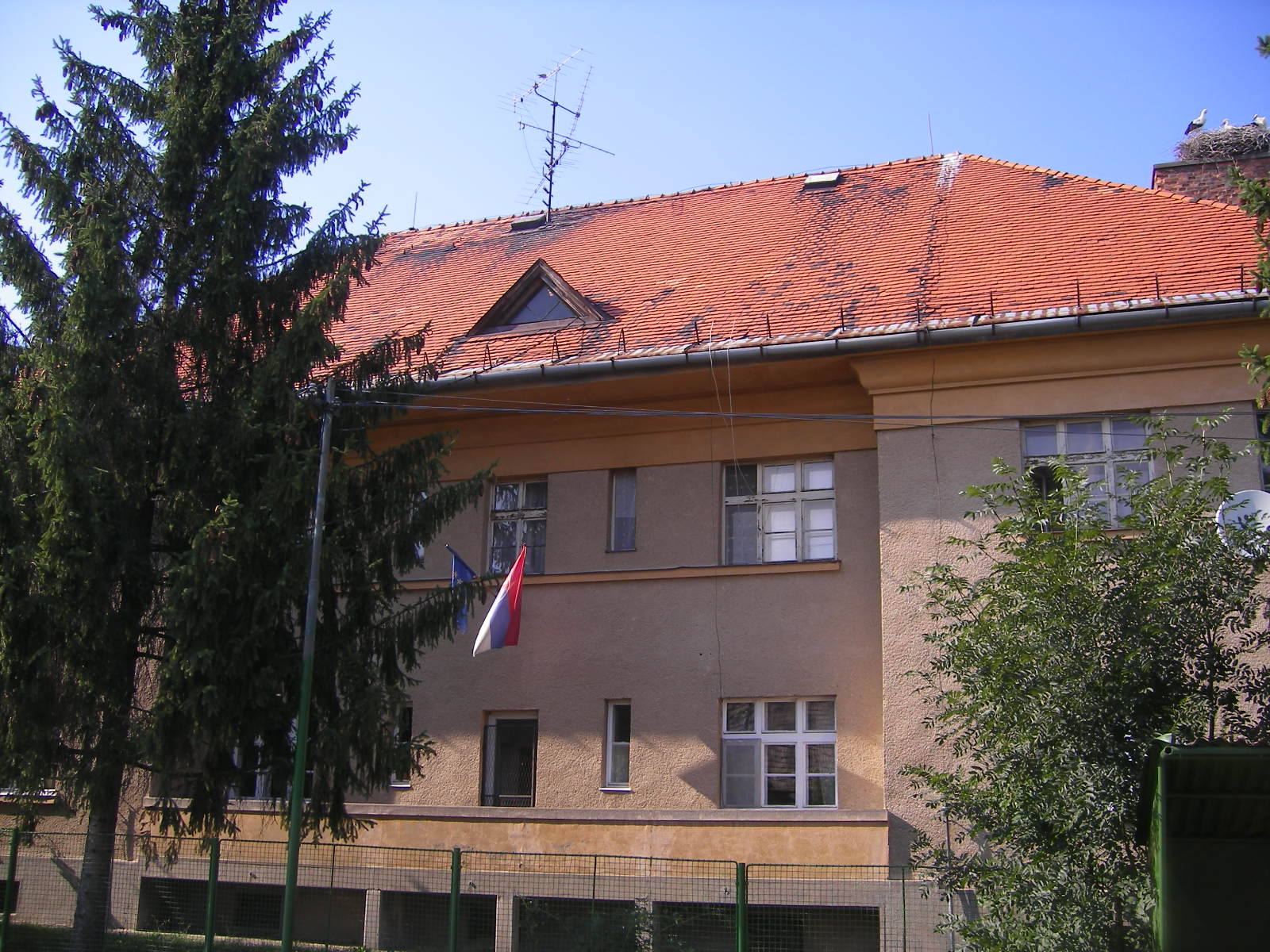
Администрация деревни
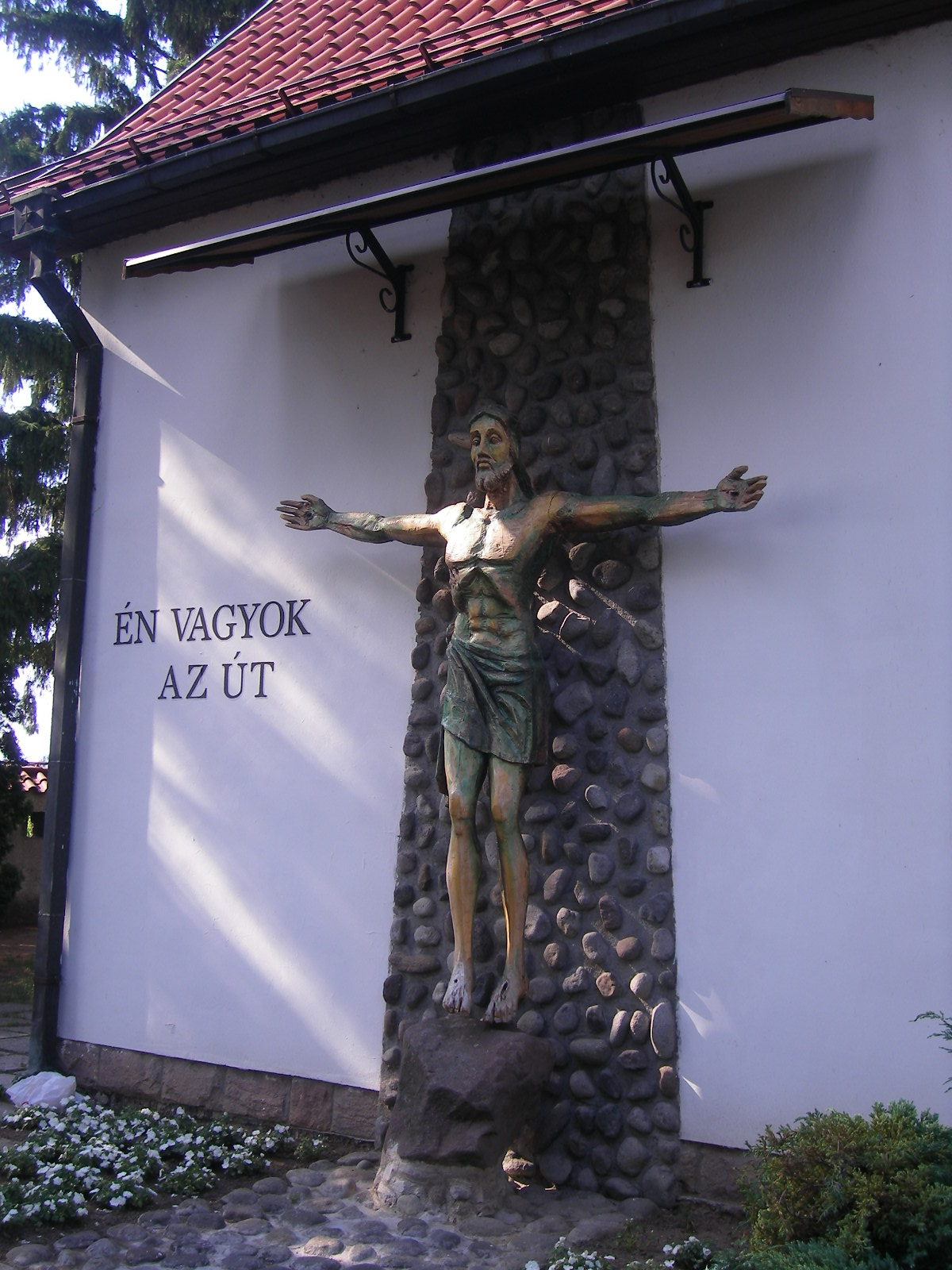
Статуя Христа
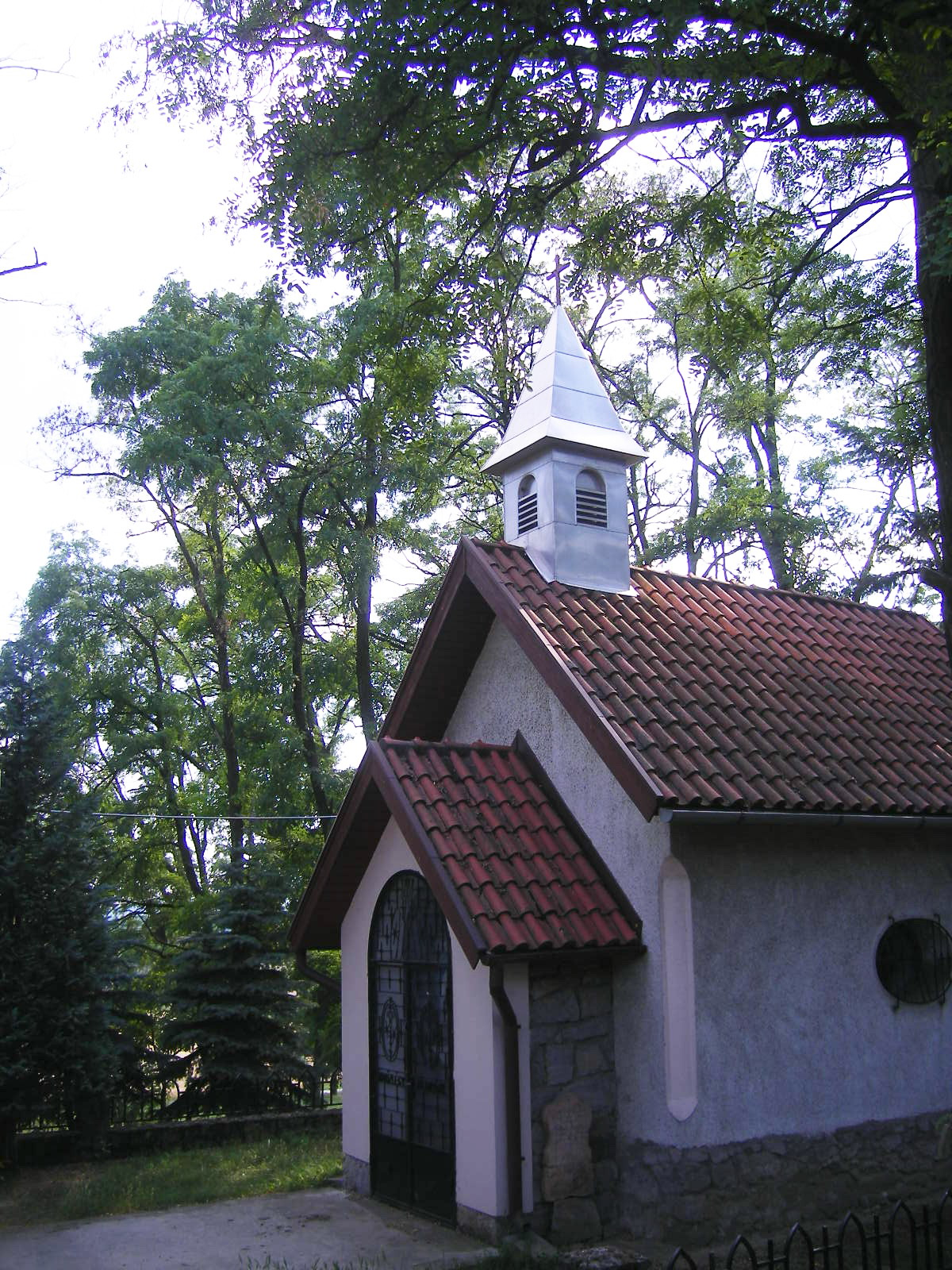
Часовня
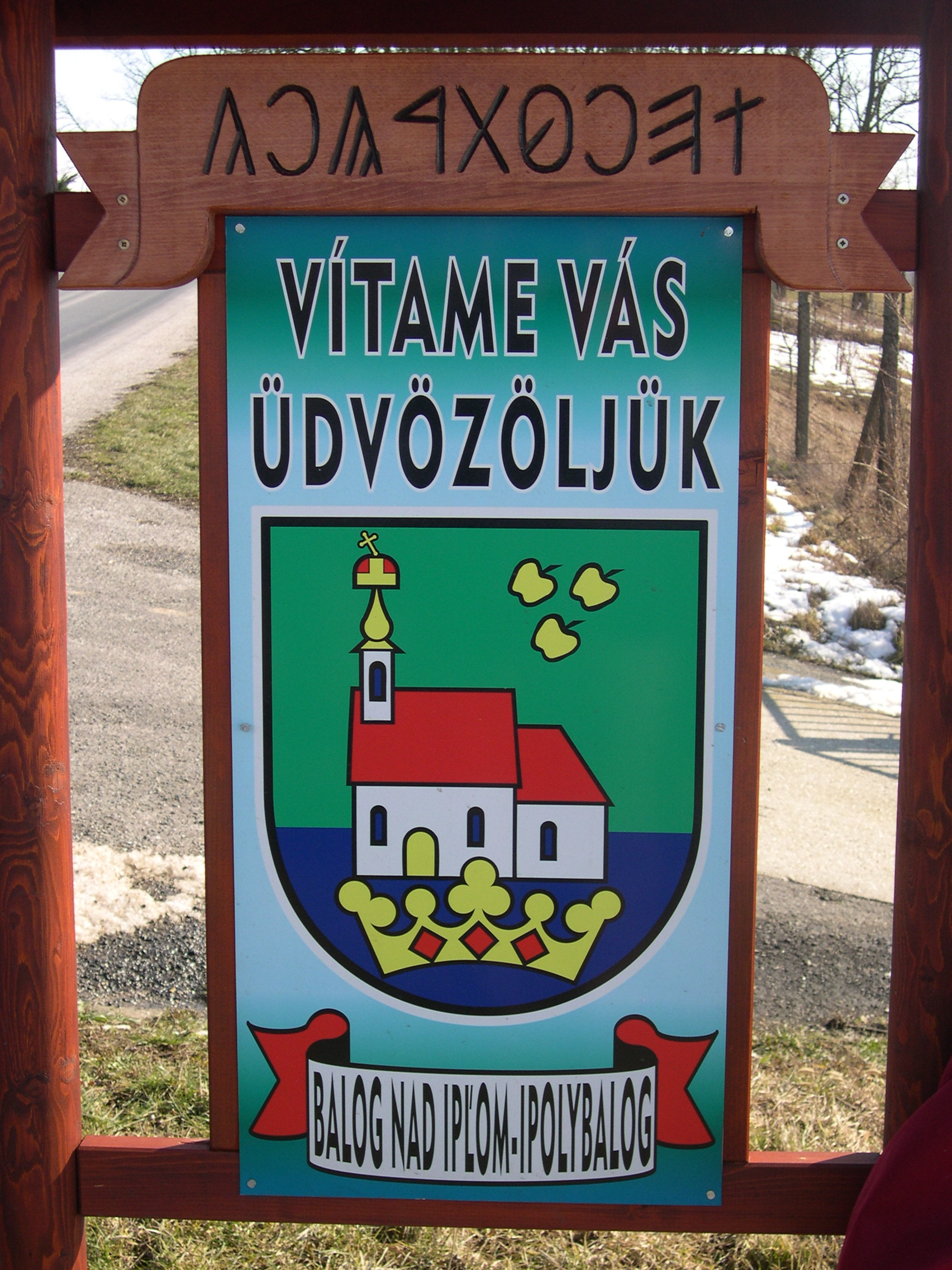
Герб деревни